# 咔寶！
《咔寶！》（英語：Kerblam!）是英國科幻電視劇《異世奇人》系列11的第7集，是整個劇集的第283個故事，於2018年11月18日在英國廣播公司第一台首播。本集由皮特·麥克蒂格編劇，澳大利亞導演珍妮弗·佩羅特執導。
第十三任博士（朱迪·惠特克飾）接到一封藏在包裹之中的求救信，她與同伴格雷姆·奧布萊恩（布拉德利·沃爾什飾）、瑞恩·辛克萊（托辛·科爾飾）和婭斯敏·坎（曼迪·吉爾飾）乘坐塔迪斯來到速遞公司咔寶總部。他們很快地發現公司員工在不斷減少，人工智慧機器人員工咔寶的表現也很奇怪。茱莉·赫斯姆德哈爾格、李·麥克、卡勒姆·狄克遜、克勞迪婭·傑西、里奧·弗拉納根和馬修·格拉維爾客串出演本集。
本集在英國播出當晚的收視人數為593萬，總收視人數為746萬。

## 故事梗概
博士接到一封藏在速遞包裹內的求助信，為了尋找求助者，她和同伴們以新員工身份來到咔寶公司的總部。咔寶是整個星系最大的線上購物零售商，擁有自動化倉庫和咔寶機器人員工，這些咔寶員工被稱為「好隊友」。博士和同伴被分到不同的工作崗位上，工作任務繁重，期間他們分別結識了分派中心的丹、打包站的凱拉和維護部的查理，查理暗戀凱拉。此外，他們得知工作人員正在不斷消失。婭斯敏發現丹也消失了之後，博士懷疑公司的人工智慧和咔寶員工出了問題。
人力總監朱迪·馬多克斯和倉庫經理賈瓦·斯萊德對此予以堅決否認。隨後凱拉被綁架，博士追蹤她來到自動包裝和派送層。他們發現了失蹤的員工遺骸，以及一大批「好隊友」機器人咔寶組成的軍團，每個咔寶手中持著一件包裹。博士通過最初版本的「好隊友」與咔寶人工智慧溝通，她迅速地了解到咔寶就是引領她來到這裡的求助者，因為人工智慧發現員工隊伍出現了問題。瑞恩、婭斯敏和查理目睹了凱拉因為捏破了氣泡布上的氣泡而爆炸身亡，博士發現有人將這些包裝材料改造成了武器，並企圖用於傷害咔寶公司的顧客。
查理承認了自己的罪行，表示凱拉的死不在計劃之內。他的犯罪動機是阻滯過渡機械自動化使得大批人類失業。他將員工作為測試對象，此後打算將這些氣泡布速遞給公司的客戶。他希望憑藉所造成的嚴重後果達到減少人工智慧使用的目的。喜歡的凱拉身亡使得查理理解了自己行為的嚴重錯誤。博士重編程序，將咔寶機器人手上的貨物配送地址改為它們現處位置，並同時引爆氣泡銷毀了它們，查理沒有跟隨眾人離開，選擇與咔寶一同毀滅。事件解決之後，公司負責人馬多克斯和斯萊德承諾將啟用更多了人類員工重建咔寶公司。

### 前後銜接
本集中，博士提及到阿嘉莎·克莉絲蒂與黃蜂，該故事發生在系列4第7集《獨角獸與黃蜂》，第十任博士（大衛·田納特飾）和阿嘉莎·克莉絲蒂遭遇外星生物韋斯比方，一隻巨大的黃蜂。此外，咔寶送到塔迪斯內的包裹裡是一頂紅色氈帽，與第十一任博士（馬特·史密斯飾）戴過很長時間帽子十分類似。

## 製作
本集的外景以及室內場景均在英國拍攝完成。澳大利亞導演珍妮弗·佩羅特執導本集，此外她還執導了本系列的第5集《瑟藍伽難題》。

## 發行與反響
| 綜合得分         | 綜合得分 |
| 來源             | 評分     |
| ---------------- | -------- |
| 爛番茄（平均分） | 7.58     |
| 爛番茄（新鮮度） | 92%      |
| 評論得分         |          |
| 來源             | 評分     |
| 《Metro》        | [ 4 ]    |
| 《每日鏡報》     | [ 5 ]    |
| 《紐約 (雜誌)》  | [ 6 ]    |
| 《廣播時報》     | [ 7 ]    |
| 《影音俱樂部》   | B+       |
| 《每日電訊報》   | [ 9 ]    |
| 《獨立報》       | [ 10 ]   |
| 《TV Fanatic》   | [ 11 ]   |

### 宣傳
在本集播出之前的2018年11月16日，其中的開場場景出現在了以2018年Children in Need公益活動為主題的電視節目中。

### 收視
《咔寶！》在英國播出當晚收視人數為593萬，收視份額為28.5%，位列當晚收視第4位，整周的當晚收視率在所有頻道排名第10。總收視人數為746萬，一周排名第9，本集的欣賞指數為81分。

### 評價
《咔寶！》在爛番茄網站上獲得了92%的新鮮度，平均得分7.58/10（24位劇評人）。一些劇評人認為，劇中虛構的咔寶公司諷刺了網絡零售商巨頭亞馬遜公司和網絡購物。

## 資料來源
1. ↑  . 廣播時報. 2018年11月18日  [2018年12月12日] （英语）.
2. ↑  Hearn, Marcus. . Doctor Who Magazine. 2018年12月, (531): 26.
3. 1 2 3  . 爛番茄.   [2018年11月29日]. （原始内容存档于2018-12-03） （英语）.
4. ↑  . Metro. 2018年11月18日  [2018年12月4日]. （原始内容存档于2021-01-11） （英语）.
5. ↑  Jackson, Daniel. . 每日鏡報. 2018年11月18日  [2018年12月4日]. （原始内容存档于2021-01-11） （英语）.
6. ↑  Ruediger, Ross. . 紐約 (雜誌). 2018年11月19日  [2018年12月4日]. （原始内容存档于2021-01-12） （英语）.
7. ↑  Mulkern, Patrick. . 廣播時報. 2018年11月18日  [2018年12月4日]. （原始内容存档于2018-11-19） （英语）.
8. ↑  Siede, Caroline. . TV Club. 2018年11月18日  [2018年12月4日]. （原始内容存档于2021-01-12） （美国英语）.
9. ↑  Hogan, Michael. . 每日電訊報. 2018年11月18日  [2018年12月4日]. （原始内容存档于2021-01-12） （英语）.
10. ↑  . 獨立報. 2018年11月19日  [2018年12月4日]. （原始内容存档于2021-01-11） （英语）.
11. ↑  . TV Fanatic. 2018年11月19日  [2018年12月4日]. （原始内容存档于2021-01-11） （英语）.
12. ↑  . Digital Spy. 2018年11月16日  [2018年11月17日]. （原始内容存档于2018-11-19） （英语）.
13. ↑  Hilton, Marcus. . Doctor Who News. 2018年11月19日  [2018年11月19日]. （原始内容存档于2018-11-19） （英语）.
14. ↑  Marcus. . Doctor Who News. 2018年11月26日  [2018年11月27日]. （原始内容存档于2021-01-13） （英语）.
15. ↑  Hogan, Michael. . 每日電訊報.   [2018年11月22日]. （原始内容存档于2021-01-12） （英语）. 

  - Siede, Caroline. . 影音俱樂部.   [2018年11月22日]. （原始内容存档于2021-01-12） （英语）. 
  - Whitbrook, James. . io9.   [2018年11月22日]. （原始内容存档于2021-01-12） （英语）. 
  - Mulkern, Patrick. . 廣播時報.   [2018年11月22日]. （原始内容存档于2018-11-22） （英语）.

## 外部連結
- "咔寶！" 在 BBC《異世奇人》的主頁
- TARDIS Data Core上的相关条目： 《咔寶！》
- "咔寶！" 在 異世奇人: 時間（旅行）簡史
- 互联网电影数据库上咔寶！的资料（英文）